# Seka Aleksić
Svetlana "Seka" Aleksić (Archivo de audio "pron" no encontrado; en serbio cirílico: Светлана "Сека" Алексић; nacida el 23 de abril de 1981) es una cantante serbobosnia de turbo folk. Aleksić es, junto con Lepa Brena y Ceca, una de las cantantes más populares y exitosas de Serbia desde 2007. Entre sus sencillos más importantes están "Crno i Zlatno", "Da Sam Muško" y "Aspirin". A lo largo de su trayectoria profesional ha lanzado cinco álbumes de estudio.

## Biografía
Seka Aleksić nació como Zuhra Ramizaj en Zvornik, Yugoslavia —en la actualidad Bosnia-Herzegovina— de padre serbobosnio, Milorad, y madre bosnia musulmana, Ibrima, que también vive con Seka en Serbia. Ella tiene un hermano menor, Nedžad. Su padre trabajaba como maquinista y su madre estaba empleada en el club de fútbol Drina. Sus padres se divorciaron posteriormente y ella continuó viviendo con su madre. Cuando estalló la guerra de Bosnia, Seka y su familia se trasladaron a Banja Koviljača y, más tarde, a Šabac, ambas ciudades de Serbia.

## Carrera profesional
Aleksić comenzó a cantar canciones de Ceca en algunos cafés antes de ser conocida. Se mudó a Suiza dos años para impulsar su carrera en clubes y discotecas. Después se mudó a Bijeljina y actuó en un festival en Ćuprija, donde conoció a su primer marido. Después del divorcio, ella conoció a su mánager Zoran Kovačević. Antes del comienzo, fue reconocida por muchos aldeanos como su nueva "esperanza krkanluk".
Seka interpretó un papel en la película serbia "We Are Not Angels 3" (serbocroata: Ми нисмо анђели 3, Mi Nismo Anđeli 3) como "Smokvica", donde interpretó a la novia de una estrella del pop-folk. Después del Festival de Música 2002 en la ciudad de Ćuprija, Serbia, la que fue su primera aparición pública importante como cantante, ella ha continuado viviendo y trabajando en Serbia junto con Kovačević.
También, Seka tiene su propia línea de ropa, llamada "Šošonka", que dio a conocer al mismo tiempo que su tercer álbum Dodji i me uzmi. Su segunda línea de ropa se llama "Queen", después de su cuarto álbum, Kraljica (en español: reina), que fue lanzado en otoño de 2007.

## Discografía
- Idealno tvoja (2002)
- Balkan (2003)
- Dođi i uzmi me (2005)
- Kraljica (2007)
- Slučajni Partneri (2010)
- Lom (2012)